# Пильдес, Майя Борисовна
Ма́йя Бори́совна Пи́льдес  (30 апреля 1951, Ленинград, СССР — 31 октября 2022, Санкт-Петербург, Россия) — российский педагог, председатель совета Государственного бюджетного образовательного учреждения «Академическая Гимназия № 56» Петроградского района Санкт-Петербурга, народный учитель Российской Федерации (2005).

## Карьера
Родилась 30 апреля 1951 года в Ленинграде. После окончания средней школы работала старшей пионервожатой в школе № 183 Дзержинского района с преподаванием ряда предметов на английском языке и обучалась в ЛГПИ им. А. И. Герцена на факультете русского языка и литературы. В 1972 году была награждена Знаком ЦК ВЛКСМ «Лучшему вожатому».
После получения высшего образования в 1974 году была переведена на должность руководителя политмассового отдела Дома пионеров и школьников Дзержинского района Ленинграда, где возглавляла работу со старшими пионервожатыми и районным пионерским штабом. Работу в ДПШ совмещала с работой учителем русского языка и литературы в школе № 193 Дзержинского района. С 1981 года работала заместителем директора школы по учебно-воспитательной работе.
56 гимназия свой статус получила не сразу. В 1990 году Майе Пильдес, на тот момент завучу 87 школы, до этого работавшей в Доме пионеров, предложили возглавить восьмилетку на Пудожской улице.

## Возрождение Гимназии № 56
В 1990 году назначена директором восьмилетней школы № 56 Петроградского района. В 1991 году школа получила статус гимназии. С 2002 года гимназия № 56 стала крупнейшим в Северо-Западном регионе образовательным комплексом, включающим в себя дошкольное отделение, две начальные школы, среднюю и старшую школы, центр дополнительного образования и психолого-педагогический медико-социальный центр. В данный момент[когда?] Гимназия № 56 учит примерно 3000 человек. В 2004 и 2007 годах Гимназия № 56 становилась победителем конкурса «Лучшие школы России». В 2006, 2007, 2008 и 2009 годах Гимназия № 56 становилась победителем конкурса образовательных учреждений, внедряющих инновационные программы, в рамках приоритетного национального проекта «Образование», причём все четыре раза возглавляла петербургский список учреждений-победителей, набрав наибольшее число баллов.
В 2011 году Майя Пильдес вошла в состав оргкомитета Всероссийского конкурса «Учитель года — 2011». Являлась учредителем Российского движения школьников.
Являлась членом Общественного Совета Министерства образования и науки РФ, членом координационного совета Всероссийского педагогического собрания.
Майя Борисовна считала:

Современная школа — это та школа, в которой руководитель смотрит не в завтрашний, а в послезавтрашний день.

### Смерть
Скончалась 31 октября 2022 года на 72-м году жизни после продолжительной болезни в Санкт-Петербурге. Свои соболезнования родным и близким выразил губернатор Санкт-Петербурга Александр Беглов. 2 ноября в Атриуме Петропавловской крепости прошло прощание с педагогом. Похоронена в Санкт-Петербурге.

## Семья
Сын — Даниил Анатольевич Пильдес (род. 1973), кандидат технических наук (2000), глава петербургского филиала Кадастровой палаты Росреестра, начальник управления ООО «Газпром инвест».

## Память
- Академическая гимназия № 56 имени М. Б. Пильдес

## Награды и премии
- Орден Почёта (14 сентября 2000 года) — за заслуги в обучении и воспитании учащихся, подготовку высококвалифицированных специалистов и многолетний добросовестный труд[6].
- Орден Дружбы (2 июня 2022 года) — за заслуги в области образования и многолетнюю добросовестную работу
- Народный учитель Российской Федерации (21 февраля 2005 года) — за выдающийся вклад в отечественное образование[7].
- Заслуженный учитель школы Российской Федерации (3 июня 1994 года) — за заслуги в обучении и воспитании учащихся и многолетний добросовестный труд[8].
- Лауреат Премии Правительства РФ в области образования (2009)[9].
- Почетный знак "За заслуги перед Санкт-Петербургом" (7 апреля 2016 года)
- Знак отличия "За заслуги перед Санкт-Петербургом" (5 ноября 2012 года)